# District de Naka (Ibaraki)
Pour les articles homonymes, voir district de Naka.
Le district de Naka (那珂郡, Naka-gun) est un district de la préfecture d'Ibaraki au Japon.
Au 1er janvier 2014, sa population était de 37 973 habitants pour une superficie de 37,48 km2.

## Commune du district
- Tōkai